# Inulanthera
Inulanthera je rod glavočika smješten u tribus Anthemideae. Postoji nekoliko vrsta iz Afrike i Madagaskara.

## Vrste
1. Inulanthera brownii (Hochr.) Källersjö
2. Inulanthera calva (Hutch.) Källersjö
3. Inulanthera coronopifolia (Harv.) Källersjö
4. Inulanthera dregeana (DC.) Källersjö
5. Inulanthera leucoclada (DC.) Källersjö
6. Inulanthera montana (Wood) Källersjö
7. Inulanthera nuda Källersjö
8. Inulanthera schistostephioides (Hiern) Källersjö
9. Inulanthera thodei (Bolus) Källersjö
10. Inulanthera tridens (Oliv.) Källersjö